# Alue Cek Doy
Alue Cek Doy is een bestuurslaag in het regentschap Aceh Timur van de provincie Atjeh, Indonesië. Alue Cek Doy telt 928 inwoners (volkstelling 2010).